# Aidia magnifolia
Aidia magnifolia är en måreväxtart som beskrevs av Colin Ernest Ridsdale. Aidia magnifolia ingår i släktet Aidia och familjen måreväxter. Inga underarter finns listade i Catalogue of Life.